# No goodbyes
No goodbyes is een lied van Linda Wagenmakers.

## Achtergrond
Linda Wagenmakers stond al enige jaren op de planken in musicals toen zij in het voorjaar van 2000 meedeed aan het Nationaal Songfestival 2000. Ze had daarvoor al een klein hitje met Laat me vrij om te gaan, de titelsong van serie Westenwind. Ze won met grote overmacht het Nationaal Songfestival en mocht vervolgens deelnemen aan het Eurovisiesongfestival 2000. Linda werd dertiende in een veld van vierentwintig deelnemers. Het lied zelf was minder spraakmakend dan de jurk die Wagenmakers droeg. 
De single van No Goodbyes werd niettemin een bescheiden succes in de Nederlandse hitlijsten. Het was de enige hit van Wagenmakers, die daarmee een eendagsvlieg bleef.
De schrijvers van het lied waren John O'Hare en Ellert Driessen. O'Hare maakte deel uit van What Fun! en Driessen van Spargo.
In het TV-programma Make Up Your Mind is dit nummer te horen op het moment dat de afgevallen en onthulde dragqueens worden uitgezwaaid.

## Hitnotering

### Nederlandse Top 40
| Positie: | 22 | 22 | 30 | 23 | 29 | 24 | 30 | 38 | - | - | 25 | 33 | uit |

### NederlandseSingle Top 100
| Positie: | 23 | 9 | 9 | 14 | 16 | 19 | 19 | 21 | 24 | 24 | 19 | 17 | 23 | 25 | 41 | 59 | 83 | uit |

1956: De vogels van Holland / Voorgoed voorbij · 1957: Net als toen · 1958: Heel de wereld · 1959: 'n Beetje · 1960: Wat een geluk · 1961: Wat een dag · 1962: Katinka · 1963: Een speeldoos · 1964: Jij bent mijn leven · 1965: 't Is genoeg · 1966: Fernando en Filippo · 1967: Ring-dinge-ding · 1968: Morgen · 1969: De troubadour · 1970: Waterman · 1971: Tijd · 1972: Als het om de liefde gaat · 1973: De oude muzikant · 1974: Ik zie een ster · 1975: Ding-a-dong · 1976: The party's over · 1977: De mallemolen · 1978: 't Is O.K. · 1979: Colorado · 1980: Amsterdam · 1981: Het is een wonder · 1982: Jij en ik · 1983: Sing me a song · 1984: Ik hou van jou · 1986: Alles heeft ritme · 1987: Rechtop in de wind · 1988: Shangri-la · 1989: Blijf zoals je bent · 1990: Ik wil alles met je delen · 1992: Wijs me de weg · 1993: Vrede · 1994: Waar is de zon · 1996: De eerste keer · 1997: Niemand heeft nog tijd · 1998: Hemel en aarde · 1999: One good reason · 2000: No goodbyes · 2001: Out on my own · 2003: One more night · 2004: Without you · 2005: My impossible dream · 2006: Amambanda · 2007: On top of the world · 2008: Your heart belongs to me · 2009: Shine · 2010: Ik ben verliefd (sha-la-lie) · 2011: Never alone · 2012: You and me · 2013: Birds · 2014: Calm after the storm · 2015: Walk along · 2016: Slow down · 2017: Lights and shadows · 2018: Outlaw in 'em · 2019: Arcade · 2020: Grow · 2021: Birth of a new age · 2022: De diepte · 2023: Burning daylight · 2024: Europapa